# Gmina Staro Petrovo Selo
Gmina Staro Petrovo Selo (chorw. Općina Staro Petrovo Selo) – gmina w Chorwacji, w żupanii brodzko-posawskiej.

## Miejscowości i liczba mieszkańców (2011)
- Blažević Dol – 154
- Donji Crnogovci – 131
- Godinjak – 664
- Gornji Crnogovci – 98
- Komarnica – 251
- Laze – 314
- Oštri Vrh – 162
- Starci – 4
- Staro Petrovo Selo – 1572
- Štivica – 586
- Tisovac – 363
- Vladisovo – 14
- Vrbova – 873